# زندگی زناشویی (فیلم ۲۰۰۷)
زندگی زناشویی (به انگلیسی: Married Life) فیلمی محصول سال ۲۰۰۷ و به کارگردانی آیرا ساکس است. در این فیلم بازیگرانی همچون کریس کوپر، پاتریشا کلارکسون، پیرس برازنان، ریچل مک‌آدامز و دیوید ونهام ایفای نقش کرده‌اند.